# Rozłaski Młyn
Rozłaski Młyn – kolonia wsi Rozłazino w Polsce, położona w województwie pomorskim, w powiecie wejherowskim, w gminie Łęczyce. Jest częścią sołectwa Rozłazino.
W latach 1975–1998 kolonia administracyjnie należała do województwa gdańskiego

## Położenie
Rozłaski Młyn znajduje się przy trasie linii kolejowej Kartuzy – Lębork (obecnie zawieszonej) w dolinie Węgorzy na wysokości ok. 75 m n.p.m. Najbliżej położonym miastem jest Lębork, osada znajduje się na południowy wschód od tego miasta. Na północ od ostatnich zabudowań osady w odległości ok. 75 m znajduje się most kolejowy Młyński Wiadukt.

## Historia
Kolonia, a w zasadzie zespół zabudowań młyńskich istnieje co najmniej od początku XIX w. Młyn funkcjonował do końca lat pięćdziesiątych XX w. później został przebudowany na cele mieszkalne.
W 1948 roku nazwa koloniiy została zmieniona z "Roslasiner Muhle" (Rozłaziński Młyn) na Rozłaski Młyn.

Kolonia przez cały czas swego istnienia należała do gminy Roslasin później gminy Rozłazino, a obecnie sołectwa Rozłazino w gminie Łęczyce. W 1980 roku w skład osady Rozłaski Młyn została włączona osada Gostkowskie. Od tego samego roku osada "Rozłaski Młyn" klasyfikowana jest jako kolonia.